# باشگاه فوتبال استاد رنس
باشگاه فوتبال استاد رنس یک باشگاه فوتبال فرانسوی است که در شهر رنس واقع شده است. این باشگاه در سال ۱۹۱۱ (۱۲۹۰) با نام باشگاه ورزشی پارک پومری تأسیس شد. استاد رنس هم‌اکنون در لیگ دستهٔ یک فوتبال فرانسه موسوم به لیگ ۱ بازی می‌کند. ورزشگاه خانگی استاد رنس اگوست دلون می‌باشد که در سال ۱۹۳۵ (۱۳۱۴) افتتاح شده است.
استاد رنس یکی از باشگاه‌های موفق در تاریخ فوتبال فرانسه محسوب می‌شود. این باشگاه ۶ بار قهرمان لیگ ۱، دو بار قهرمان جام حذفی و ۵ بار قهرمان سوپر جام فوتبال فرانسه شده است. استاد رنس در اروپا نیز در سال‌های دور عملکرد بسیار خوبی داشته است. آن‌ها در فصول ۵۹–۱۹۵۸ و ۵۶–۱۹۵۵ نایب قهرمان جام باشگاه‌های اروپا شدند. این تیم به همراه رئال مادید اولین فینالیست باشگاه‌های اروپا بودند. استاد رنس در سال‌های ۱۹۵۳ (۱۳۳۲) و ۱۹۷۷ (۱۳۵۶) به ترتیب قهرمان جام لاتین و جام دل آلپی شد. با این وجود استاد رنس در سال‌های اخیر عملکرد بسیار ضعیفی داشته است و از دههٔ ۱۹۸۰ بدین سو در لیگ دستهٔ ۲ فرانسه دست و پا می‌زده است.
به‌طور کلی این استاد رنس در فرانسه یک باشگاه افسانه‌ای شناخته می‌شود. نه فقط به خاطر عملکردش در جام باشگاه‌های اروپا بلکه به خاطر خدماتش به تیم ملی فوتبال فرانسه در دهه‌های ۱۹۵۴۰ و ۱۹۵۰. رنس نقش بزرگی در پرورش نسل اول طلایی فوتبال فرانسه داشته است. بازیکنانی همچون روژه مارش، رایموند کوپا، ژوست فونتین، ژان وینسنت، رابر ژاکه، آرموند پنرورن، دومنیک کولونا و روژه پیانتونی که در جام جهانی فوتبال ۱۹۵۸ درخشیدند همگی در این باشگاه بازی می‌کردند.